# Cassville (Wisconsin)
Cassville ist eine Gemeinde (mit dem Status „Village“) im Grant County im US-amerikanischen Bundesstaat Wisconsin. Im Jahr 2010 hatte Cassville 947 Einwohner.

## Geschichte
Im Jahre 1827 wurde die erste Ansiedlung gegründet und nach Lewis Cass, dem Gouverneur des damaligen Michigan-Territoriums, benannt. Nach Bildung des Wisconsin-Territoriums im Jahre 1836 kam Cassville in die engere Wahl der möglichen Hauptstädte des Territoriums, das sich damals vom Michigansee bis zum Missouri erstreckte. Als dann aber Madison zur Hauptstadt des Gebietes erhoben wurde, wurden eine Reihe von Bodenspekulanten in Cassville zahlungsunfähig. 
Als dann Nelson Dewey, der später der erste Gouverneur von Wisconsin wurde, 1836 nach Cassville kam, kaufte er einen großen Teil des Gebietes um die Siedlung in der Hoffnung auf, dass sich Cassville zu einer großen Stadt entwickeln und dadurch der dortige Landbesitz großen Profit bringen würde. So wurde die weitere Besiedlung vorangetrieben. Auch Dewey erwarb mit Stonefield einen Besitz in der Nähe der Stadt, der heute zu den Wisconsin State Historic Sites gehört. Dewey konnte diesen nicht lange halten, da er 1873 durch ein Feuer zerstört wurde und finanzielle Misserfolge zwangen ihn kurz darauf, seinen Besitz zu verkaufen. 
Cassville wurde nicht die Metropole, die Dewey sich vorstellte. Heute ist die Stadt bekannt für den Nelson Dewey State Park und die Fähre nach Iowa.

## Wirtschaft
In Cassville gibt es mit der Nelson Dewey Generating Station und der E. J. Stoneman Generating Station zwei mit Kohle betriebene Kraftwerke. 

## Geografie
Cassville liegt auf 42°44′3″ nördlicher Breite und 90°57′53″ westlicher Länge.
Der Ort erstreckt sich über 2,8 km², die fast ausschließlich aus Landfläche bestehen.

## Bevölkerung
Nach der Volkszählung im Jahr 2010 lebten in Cassville 947 Menschen in 428 Haushalten. Die Bevölkerungsdichte betrug 338,2 Einwohner pro Quadratkilometer. In den 428 Haushalten lebten statistisch je 2,21 Personen. 
Ethnisch betrachtet setzte sich die Bevölkerung zusammen aus 98,6 Prozent Weißen, 0,1 Prozent amerikanischen Ureinwohnern, 0,2 Prozent Asiaten sowie 0,2 Prozent aus anderen ethnischen Gruppen; 0,8 Prozent stammten von zwei oder mehr Ethnien ab. Unabhängig von der ethnischen Zugehörigkeit waren 0,3 Prozent der Bevölkerung spanischer oder lateinamerikanischer Abstammung. 
20,8 Prozent der Bevölkerung waren unter 18 Jahre alt, 55,5 Prozent waren zwischen 18 und 64 und 23,7 Prozent waren 65 Jahre oder älter. 51,0 Prozent der Bevölkerung war weiblich.

Das mittlere jährliche Einkommen eines Haushalts lag bei 39.167 USD. Das Pro-Kopf-Einkommen betrug 22.062 USD. 13,4 Prozent der Einwohner lebten unterhalb der Armutsgrenze.